# Lago oligotrófico

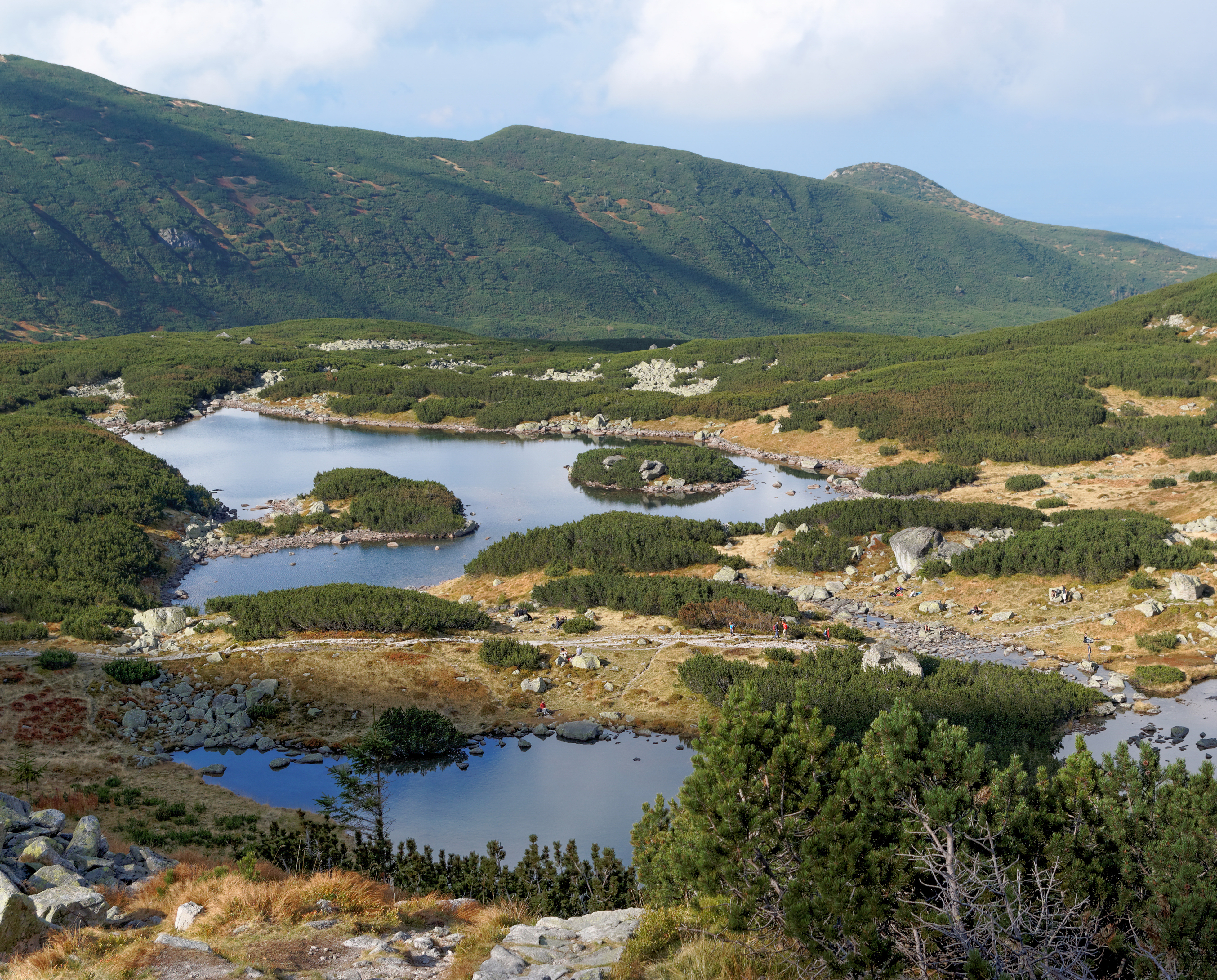
El Kurtkowiec, es un lago oligotrófico en el sureste de Polonia.

Un lago oligotrófico es un cuerpo de agua con baja productividad primaria, como resultado de contenidos bajos de nutrientes. Estos lagos tienen baja producción de algas, y consecuentemente, poseen aguas sumamente claras, con alta calidad de agua potable. Las aguas superficiales de estos lagos tienen típicamente mucho oxígeno; por lo que, tales lagos soportan muchas especies de peces, como truchas de lago, que requieren aguas frías, y bien oxigenadas. Su contenido de oxígeno es mayor en lagos profundos, por tener volúmenes hipolimnéticos más grandes. 
Los ecólogos usan el término oligotrófico para distinguir a lagos improductivos, caracterizados por deficiencias de nutrientes, de los lagos productivos, eutróficos, con suplemento de nutrientes amplio o excesivo.